# 1720
| [ Edytuj tabelę ]              | |
| Król Polski                    | - 1709 August II Mocny 1733 |
| Król Afganistanu               | - 1715 Mahmud Chan 1725 |
| Współksiążęta Andory           | - 1714 Simeó de Guinda y Apéztegui 1737 - 1715 Ludwik XV 1774                                                                                      |
| Elektor Bawarii                | - 1679 Maksymilian II Emanuel 1726 |
| Sułtan Brunei                  | - 1705 Hussin Kamaluddin 1730 |
| Cesarz Chin                    | - 1661 Kangxi 1722 |
| Król Czech                     | - 1711 Karol VI Habsburg 1740 |
| Król Danii                     | - 1699 Fryderyk IV 1730 |
| Dalajlama                      | - 1708 Kelzang Gjaco 1757 |
| Cesarz Etiopii                 | - 1716 Dawid III 1721 |
| Król Francji                   | - 1715 Ludwik XV 1774 |
| Król Hiszpanii                 | - 1700 Filip V 1724 |
| Landgraf Hesji-Kassel          | - 1670 Karol I Heski 1730 |
| Stadhouder Holandii            | - 1702 drugi okres bez stadhoudera 1747 |
| Szach Iranu                    | - 1694 Sultan Husajn 1722 |
| Państwo Wielkich Mogołów       | - 1719 Mohammed Szah 1720 - 1720 Mohammed Ibrahim 1720 - 1720 Mohammed Szah 1748                                                                   |
| Król Irlandii                  | - 1714 Jerzy I Hanowerski 1727 |
| Cesarz Japonii                 | - 1709 Nakamikado 1735 |
| Kalif                          | - 1703 Ahmed III 1736 |
| Patriarcha Konstantynopola     | - 1716 Jeremiasz III 1726 |
| Władca Korei                   | - 1674 Sukjong 1720 - 1720 Kyŏngjong 1724 |
| Książę Liechtensteinu          | - 1718 Antoni Florian 1721 |
| Sułtan Maroka                  | - 1672 Maulaj Isma’il 1727 |
| Książę Monako                  | - 1701 Antoni I 1731 |
| Król Nawarry                   | - 1710 Ludwik XV 1774 |
| Król Norwegii                  | - 1699 Fryderyk IV 1730 |
| Sułtan Omanu                   | - 1719 Sajf II ibn Sultan 1724 |
| Elektor Palatynatu             | - 1716 Karol III Filip 1742 |
| Papież                         | - 1700 Klemens XI 1721 |
| Książę Parmy i Piacenzy        | - 1694 Franciszek 1727 |
| Król Portugalii                | - 1706 Jan V 1750 |
| Król w Prusach                 | - 1713 Fryderyk Wilhelm I 1740 |
| Car Rosji                      | - 1682 Piotr I Wielki 1725 |
| Cesarz Rzymski (niemiecki)     | - 1711 Karol VI Habsburg 1740 |
| Kapitanowie Regenci San Marino | - 1719 Gian Giacomo Angeli Lorenzo Giangi 1720 - 1720 Benedetto Belluzzi Giovanni Martelli 1720 - 1720 Marino Enea Bonelli Bartolomeo Bedetti 1721 |
| Elektor Saksonii               | - 1694 Fryderyk August I (król Polski) 1733 |
| Król Sardynii                  | - 1720 Wiktor Amadeusz II 1730 |
| Król Szwecji                   | - 1719 Ulryka Eleonora Wittelsbach 1720 - 1720 Fryderyk I Heski 1751                                                                               |
| Król Tajlandii                 | - 1709 Tai Sa 1733 |
| Sułtan Turków                  | - 1703 Ahmed III 1730 |
| Doża Wenecji                   | - 1709 Giovanni Cornaro 1722 |
| Król Węgier                    | - 1711 Karol III 1740 |
| Monarcha Wielkiej Brytanii     | - 1714 Jerzy I 1727 |

Rok 1720 / MDCCXX
stulecia: XVII wiek ~
XVIII wiek ~
XIX wiek

lata: 1710 «
1715 «
1716 «
1717 «
1718 «
1719 «
1720
» 1721
» 1722
» 1723
» 1724
» 1725
» 1730

## Wydarzenia w Polsce
- 2 maja – król August II Mocny nadał Suwałkom prawa miejskie.
- 26 sierpnia – rozpoczął się Synod zamojski.
- 23 września – założono Towarzystwo Literackie w Gdańsku.

## Wydarzenia na świecie
- 21 stycznia – III wojna północna: w Sztokholmie podpisano szwedzko-pruski traktat pokojowy. Prusy uzyskały część Pomorza ze Szczecinem.
- 17 lutego – Haga: zawarto układ pokojowy kończący wojnę Hiszpanii z koalicją angielsko-francusko-austriacką.
- 29 lutego – królowa Szwecji Ulryka Eleonora abdykowała na rzecz swego małżonka Fryderyka.
- 3 maja – Fryderyk I Heski został koronowany na króla Szwecji.
- 25 maja – do portu w Marsylii przypłynął z Bliskiego Wschodu statek, którego chorująca załoga wywołała dwuletnią epidemię dżumy z ponad 40 tys. ofiar śmiertelnych.
- 27 lipca – III wojna północna: Rosjanie pokonali Szwedów w morskiej bitwie pod Granhamn.
- 29 grudnia – założono najstarszą, działającą nieprzerwanie do dziś kawiarnię Caffè Florian w Wenecji.

- W Poczdamie podpisano porozumienie rosyjsko-pruskie. Strony zobowiązały się do podjęcia wszelkich działań, aby utrzymać w Polsce liberum veto i wolną elekcję.
- Poseł szwedzki w Paryżu Erik Sparre zawarł korzystny traktat subsydialny z Francją.
- W Brazylii utworzono nową prowincję - Minas Gerais (Kopalnie Generalne).

## Urodzili się
- 29 stycznia – Franciszek Bohomolec, polski komediopisarz, publicysta i poeta (zm. 1784)
- 3 kwietnia – Karol Fryderyk von Zehmen, niemiecki duchowny katolicki, biskup pomocniczy warmiński (zm. 1798)
- 13 kwietnia – Jan Duwall, polski duchowny katolicki pochodzenia francuskiego, biskup nominat tarnowski (zm. 1785)
- 27 sierpnia – Jakub Abbondo, włoski duchowny katolicki, błogosławiony (zm. 1788)
- 4 października – Giovanni Battista Piranesi, włoski grafik i architekt (zm. 1778)
- 10 listopada – Honoriusz III, książę Monako (zm. 1795)
- 25 grudnia - Anna Maria Mozart, matka Wolfganga Amadeusa Mozarta (zm. 1778)

data dzienna nieznana: 
- James Hargreaves, brytyjski pionier przemysłu przędzalniczego (zm. 1778)
- Eustachy Potocki, cześnik koronny, generał artylerii litewskiej (zm. 1768)
- Marek Ludwik Royer, francuski duchowny katolicki, męczennik, błogosławiony (zm. 1792)
- Mateusz Zwierzchowski, polski dyrygent, organista i kompozytor (zm. 1768)

## Zmarli
- 17 stycznia – Anioł Paoli, włoski karmelita, błogosławiony katolicki (ur. 1642)
- data dzienna nieznana: 
  - Edward England – pirat irlandzkiego pochodzenia

## Święta ruchome
- Tłusty czwartek: 8 lutego
- Ostatki: 13 lutego
- Popielec: 14 lutego
- Niedziela Palmowa: 24 marca
- Wielki Czwartek: 28 marca
- Wielki Piątek: 29 marca
- Wielka Sobota: 30 marca
- Wielkanoc: 31 marca
- Poniedziałek Wielkanocny: 1 kwietnia
- Wniebowstąpienie Pańskie: 9 maja
- Zesłanie Ducha Świętego: 19 maja
- Boże Ciało: 30 maja